# Toomaj Salehi

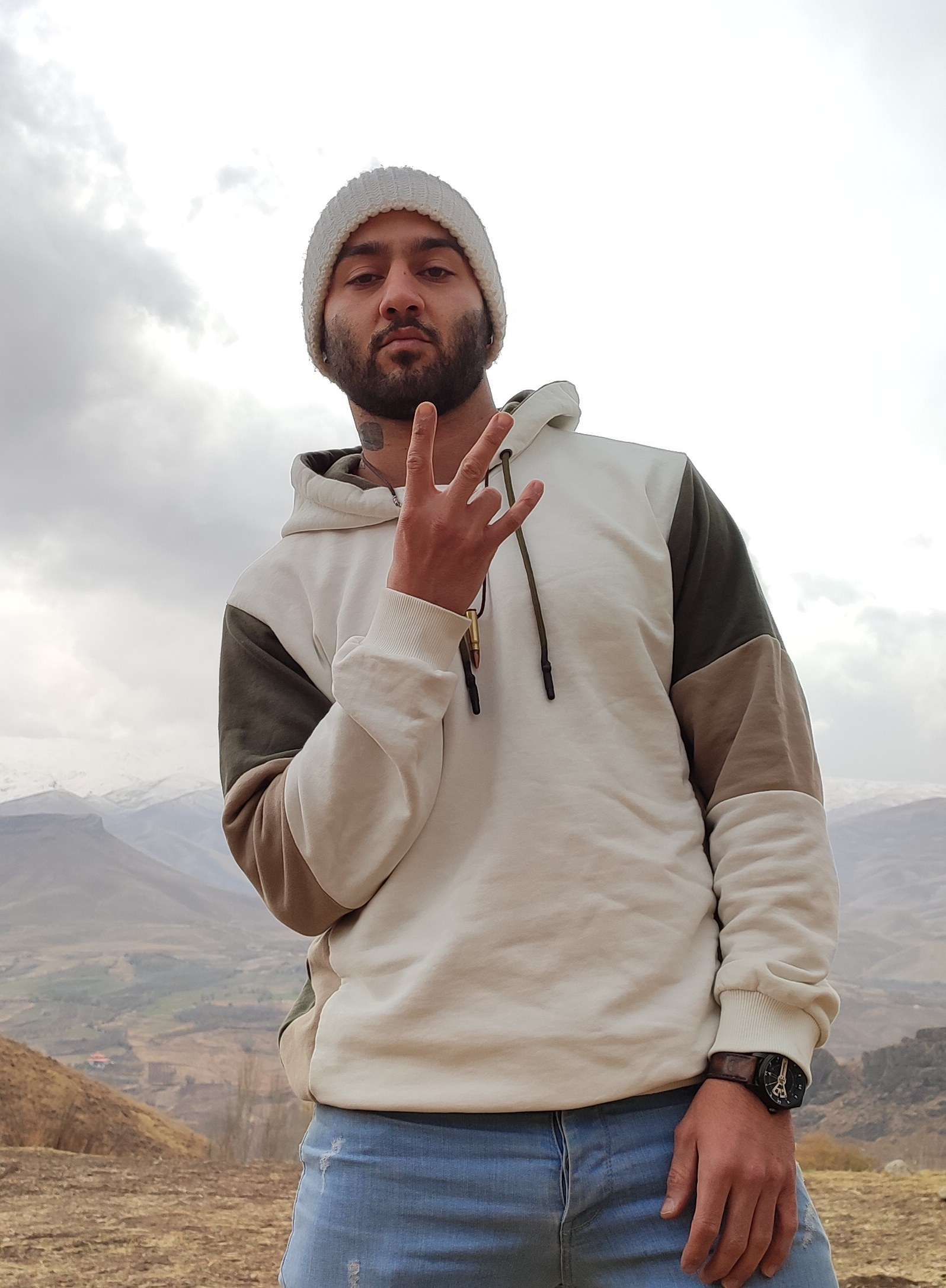
Toomaj Salehi

Toomaj Salehi (persisch توماج صالحی; geb. 3. Dezember 1990) ist ein iranischer Rap-Musiker. Seine Musik und sein Aktivismus haben ihn zu einer zentralen Symbolfigur des Widerstandes gegen das Mullah-Regime gemacht.
Er wurde im April 2024 von diesem zum Tode verurteilt. Am 30. April 2024 wurde bekannt, dass er telefonisch nicht mehr erreichbar ist. Am 22. Juni 2024 wurde bekannt, dass das Todesurteil aufgehoben wurde und sein Fall neu verhandelt werden soll.

## Leben
Salehi stammt aus Isfahan. Er gehört der ethnischen Gruppe der Bachtiaren an, die in Iran als Minderheit anerkannt ist. Salehi wurde vor allem durch seine kritischen Texte gegen das Mullah-Regime bekannt und hat sich im Zuge seiner Karriere als Stimme der Unterdrückten und Marginalisierten positioniert. Er hat in seiner Musik häufig soziale Missstände wie die Einschränkung von Frauen- und Arbeiterrechten sowie Korruption thematisiert.
Salehi, von Anhängern auch „Sohn der Nation“ genannt, wurde während der Proteste, die nach dem Tod von Mahsa Amini im September 2022 im Iran ausbrachen, zu einem Symbol der Widerstandsbewegung.

## Wirken
Salehis künstlerischer Stil ist durch scharfe Kritik an politischen und sozialen Zuständen in der Islamischen Republik Iran geprägt. In seinen Liedern, wie zum Beispiel im Titel The Mouse Hole, kritisiert er das Regime und dessen Apologeten. Salehi wurde durch seine musikalischen Beiträge, die oft auf sozialen Medien verbreitet wurden, da ihm Konzerte verboten waren, zu einer wichtigen Figur der Protestbewegung gegen das Mullah-Regime. Seine Inhaftierung im Oktober 2022 und die darauffolgende Verurteilung zum Tode wegen „Korruption auf Erden“, die später durch internationale Aufmerksamkeit und rechtliche Interventionen in eine Haftstrafe umgewandelt wurde, machten ihn auch international bekannt.
Die Schriftstellervereinigung PEN Berlin ernannte Salehi im Dezember 2022 zum Ehrenmitglied.
Salehi blieb trotz schwerer Folter und körperlicher Misshandlung standhaft und setzte sich auch nach seiner Freilassung im November 2023 für die Rechte der Protestbewegung ein. Nach seiner erneuten Festnahme veröffentlichte der iranische Staat ein Video, das ein umgeschnittenes Video von Saleh zeigt, der darin sagt, dass es ihm leidtue.
Salehi wurde im Januar 2024 erneut angeklagt. Am 24. April 2024 gab sein Anwalt bekannt, dass Salehi wegen „Korruption auf Erden“ und Aufruf zur Rebellion zum Tode verurteilt wurde. Salehi habe nun 20 Tage Zeit, Berufung gegen die Verurteilung einzulegen. Salehi wird im Iran und auch international unterstützt, etwa durch die deutsche Politikerin Ye-One Rhie und den Musiker Jan Delay.
Sein in Deutschland wohnender Onkel sagte, Salehi sei in Haft so stark gefoltert worden, dass er auf einem Auge nicht mehr richtig sehen und nicht mehr richtig laufen kann.

## Diskografie

### EPs
- 2025: Maa Hanooz Zendeim

### Singles (Auswahl)
- 2021: Soorakh Moosh